# Fran Karačić
Fran Karačić (phát âm tiếng Serbia-Croatia: [frâŋ kâratʃitɕ]; sinh ngày 12 tháng 5 năm 1996) là một cầu thủ bóng đá chuyên nghiệp người Úc hiện thi đấu ở vị trí hậu vệ cho câu lạc bộ Serie B Brescia và đội tuyển quốc gia Úc.

## Thống kê sự nghiệp

### Quốc tế
Tính đến ngày 3 tháng 12 năm 2022.
| Úc   | Úc   | Úc  |
| Năm  | Trận | Bàn |
| ---- | ---- | --- |
| 2021 | 6    | 1   |
| 2022 | 7    | 0   |
| Tổng | 13   | 1   |

| # | Ngày                | Địa điểm                                                      | Đối thủ | Bàn thắng | Kết quả | Giải đấu                 |
| - | ------------------- | ------------------------------------------------------------- | ------- | --------- | ------- | ------------------------ |
| 1 | 11 tháng 6 năm 2021 | Sân vận động Quốc tế Jaber Al-Ahmad, Thành phố Kuwait, Kuwait | Nepal   | 2–0       | 3–0     | Vòng loại World Cup 2022 |